# Tardes de soledad
Tardes de soledad és un documental de 2024 dirigit per Albert Serra que tracta sobre el món de la tauromàquia.

## Trama
La pel·lícula mostra el torero André Roca Rey i el seu entourage al llarg de 14 corridas.

## Producció
La pel·lícula és una coproducció entre Espanya, França i Portugal d'Andergraun Films juntament amb Lacima Producciones, Idéale Audiences, i Rosa Filmes. La producció va durar uns cinc anys, tres dels quals per l'enregistrament d'imatge i dos més pel muntatge del material.

## Estrena
La pel·lícula va debutar al Kursaal el 23 de setembre de 2024, en competició per la Conquilla d'Or a la millor pel·lícula en el Festival Internacional de Cinema de Sant Sebastià 2024. Abans de l'estrena, el PACMA va demanar que es retirés la pel·lícula del festival. La pel·lícula serà distribuïda a Espanya per A Contracorriente Films, mentre que Films Boutique va adquirir els drets internacionals.

## Recepció
Luis Martínez de El Mundo va donar-li 4 estrelles a la pel·lícula, considerant-la "una pel·lícula monumental, preciosa, precisa, brutal, desconsolada, tràgica, bonica i, des de qualsevol punt de vista, única".
Jonathan Romney de ScreenDaily va descriure la pel·lícula com "un treball profundament immersiu i desacomplexadament repetitiu".

## Premis i nominacions
| Any  | Premi                                                  | Categoria              | Nominat                | Resultat  | Ref         |
| ---- | ------------------------------------------------------ | ---------------------- | ---------------------- | --------- | ----------- |
| 2024 | Festival Internacional de Cinema de Sant Sebastià 2024 | Premi Feroz Zinemaldia | Premi Feroz Zinemaldia | Guanyador | [ 5 ]       |
| 2024 | Festival Internacional de Cinema de Sant Sebastià 2024 | Conquilla d'Or         | Conquilla d'Or         | Guanyador | [ 6 ] [ 7 ] |